# Farbmischung

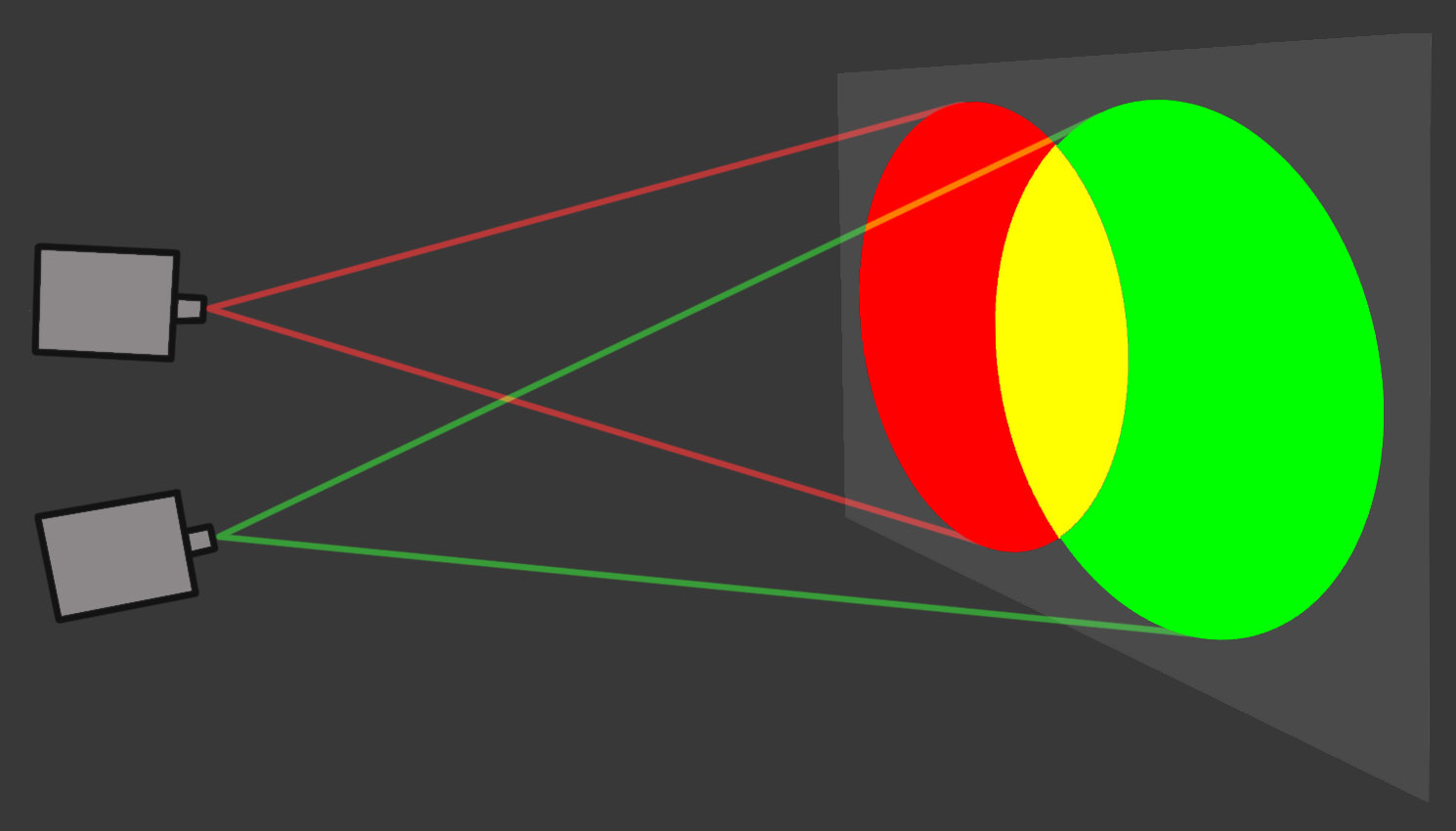
Additive Farbmischung: Werden rotes und grünes Scheinwerferlicht übereinander projiziert, ergibt sich als Mischfarbe Gelb.

Die Farbmischung (auch: Farbenmischung, Farbsynthese) bezeichnet die Mischung von Körperfarben (Farbmitteln) oder Lichtfarben (farbigen Lichtern, Farbreizen). Es lassen sich zwei Farbmischungs-Arten unterscheiden: die additive und die subtraktive Farbmischung. Die beiden Arten ergeben sich nicht aus den unterschiedlichen Medien, also Licht- oder Körperfarben, sondern aus der Art wie Lichtfarben (Wellenlängen) herausgefiltert (subtraktiv) oder kombiniert (additiv) werden.

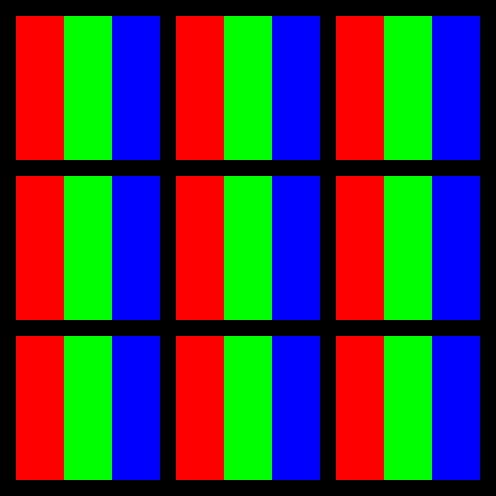
Additive bzw. partitive Farbmischung bei Farbmonitoren, indem Lichtpunkte (leuchtende Farbfelder, Subpixel) farbiges Licht aussenden.

## Additive Farbmischung
Bei der additiven Farbmischung (auch Farbenaddition) gelangen alle Lichtwellen (Farbreize), die von den Ausgangsfarben ausgehen, in unser Auge. Die Mischfarbe ist immer heller als die dunkelste Ausgangsfarbe.

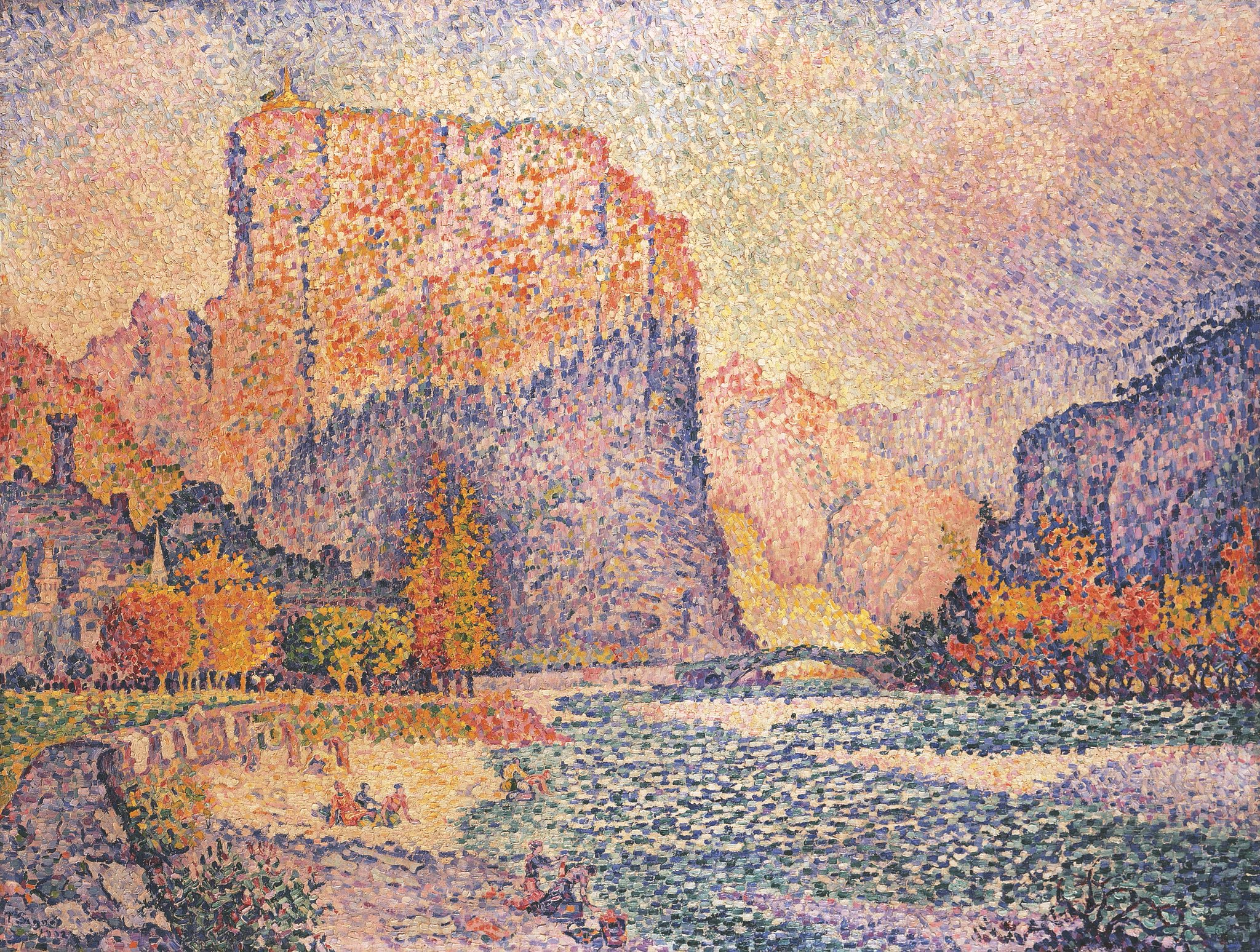
Additive bzw. partitive Farbmischung von Körperfarben in einem pointillistischen Gemälde.

Es gibt unterschiedliche Möglichkeiten, Farben additiv zu mischen. Zunächst können farbige Lichter übereinander projiziert werden. Die Farbreize treffen gleichzeitig und übereinander in das Auge. Ein Beispiel sind Scheinwerferlichter, die bei Veranstaltungen übereinander projiziert werden (Bühnenbeleuchtung). Ebenso können verschiedene Farbpunkte so nah beieinander liegen, dass sie vom Auge nicht getrennt wahrgenommen werden (mangelndes Auflösungsvermögen). Die Farbreize treffen gleichzeitig, aber nebeneinander in das Auge. Hier spricht man auch von partitiver Farbmischung. Das Licht farbiger Lichtpunkte (Subpixel) addiert sich bei Farbmonitoren (Beamer, Computerbildschirme, Farbdisplays) und Farbfernsehgeräten. Werden deckende Körperfarben wie Farbpulver, Gouachen, Künstler-Ölmalfarben, Lacke und Temperafarben verwendet, bezeichnet man diese additive bzw. partitive Mischung als integrierte Farbmischung (auch additiv-anteilige Mischung, optische Mischung oder pointillistische Mischung). Kunstschaffende wenden diese Mischungsart im Pointillismus an.
Schließlich addieren sich die Farbreize auch, wenn sie schnell aufeinander folgen, wie beim Farbkreisel, der verschieden gefärbte Sektoren hat und schnell rotiert.
Die additive Farbmischung aller Lichtfarben des Spektrums ergibt Weiß, ebenso die Mischung von gelbem und blauem Licht oder von zwei Komplementärfarben. Die entsprechenden Mischungen mit Körperfarben ergeben statt Weiß Grau.

## Subtraktive Farbmischung
Bei der subtraktiven Farbmischung (auch Farbensubtraktion) werden Körperfarben gemischt. Nur der von allen Ausgangsfarben nicht absorbierte Licht-Rest gelangt in unser Auge. Die Mischfarbe ist immer dunkler als die hellste Ausgangsfarbe. Die subtraktive Mischung von gelber und blauer Farbe ergibt Grün. Die Mischung aller Farben ergibt Schwarz.
Beispiele sind Farbfilter, Farbfolien, Farbpatronen eines Tintenstrahldruckers, Fotografien und lasierende Farben (Farbstoffe) wie Aquarellfarben, Batikfarben, Textilfarben, Tinten oder Öllasuren.

## Autotypische Farbmischung

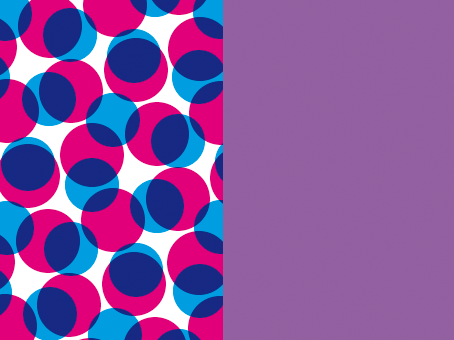
Vierfarbendruck: Die übereinander gedruckten, lasierenden Farbpunkte in Cyan und Magenta ergeben subtraktiv gemischt Blau (-violett). Die farbigen Bereiche in Weiß, Cyan, Magenta und Blau (-violett) mischen sich additiv zu Hellviolett.

Die Mischung der Farben beim Vierfarbenrasterdruck wird allgemein als autotypische Farbmischung bezeichnet. Hier treten die subtraktive und die additive Farbmischung kombiniert auf. Die übereinander gedruckten, lasierenden Farbflächen mischen sich subtraktiv auf dem Papier. Das gesamte Licht, das von den nebeneinander liegenden Farbflächen, d. h. von den unbedruckten Papierbereichen und den einzelnen, farbig bedruckten Bereichen reflektiert wird, mischt sich additiv in unserem Auge.
Beispiele sind neben dem Vierfarbenrasterdruck Acryl-, Deck-, Öl- oder Temperafarben, die deckende und transparente Anteile enthalten.

### Integrierte Farbmischung
Für deckende Farbmittel gilt (nach Küppers) das „Gesetz der integrierten Farbmischung“. Hierbei reichen nicht nur drei Primärfarben, um durch „Mischen“ zusammenzuwirken. Vielmehr müssen für neue Farbtöne alle acht Grundfarben (Weiß, Orangerot, Gelb, Grün, Cyanblau, Violettblau, Magentarot und Schwarz) als Primärfarben vorhanden sein. Das Gesetz der Integrierten Mischung gilt für deckende Farbmittel wie Tempera-Malfarben, „Gouache“, Farblacke, Acrylfarben und Farbpulver.

## Primärfarben
Ein ökonomisches Ziel ist es, mit möglichst wenig Ausgangsfarben alle übrigen Farben zu mischen. Solche Ausgangsfarben bezeichnet man als Primärfarben (Grundfarben). Bei der additiven Farbmischung gelingt dies mit den Primärfarben Rot (-orange), Grün und Blau (-violett) (RGB), bekannt von Farbmonitoren und den farbempfindlichen Zapfen im Auge. Bei der subtraktiven Mischung sind es die drei Primärfarben Cyan, Magenta und Gelb (Yellow) (CMY), bekannt von Farbdruckern. Ein Dreifarbendruck wirkt relativ kontrastarm (Vergrauung). Im Offset-Druckverfahren werden sämtliche Vierfarbenbilder durch die Mischung der Filterfarben Cyanblau, Magentarot und Gelb sowie durch Beimischen von Schwarz erzeugt (CMYK), um Kontrast, Plastizität, Schärfe und Tiefenwirkung zu erhöhen. 

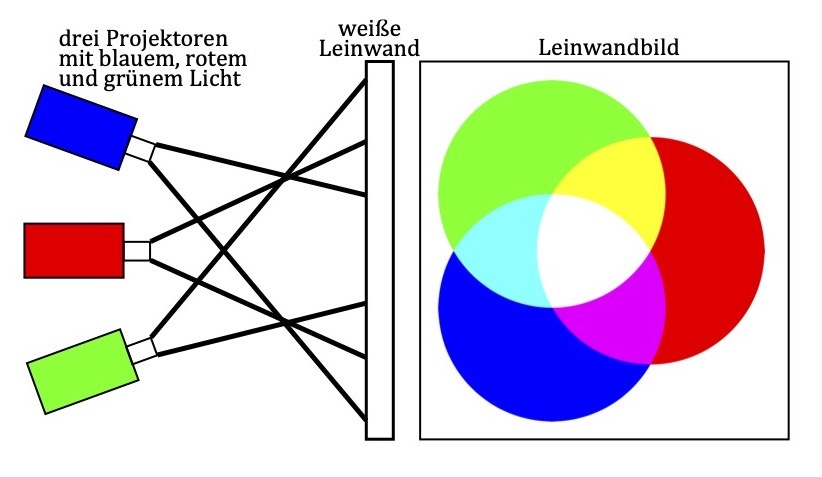
Additive Farbmischung: In einem dunklen Raum ergibt die Übereinanderprojektion der Primärfarben Rot (-orange), Grün und Blau (-violett) (RGB) auf einer weißen Leinwand Weiß.

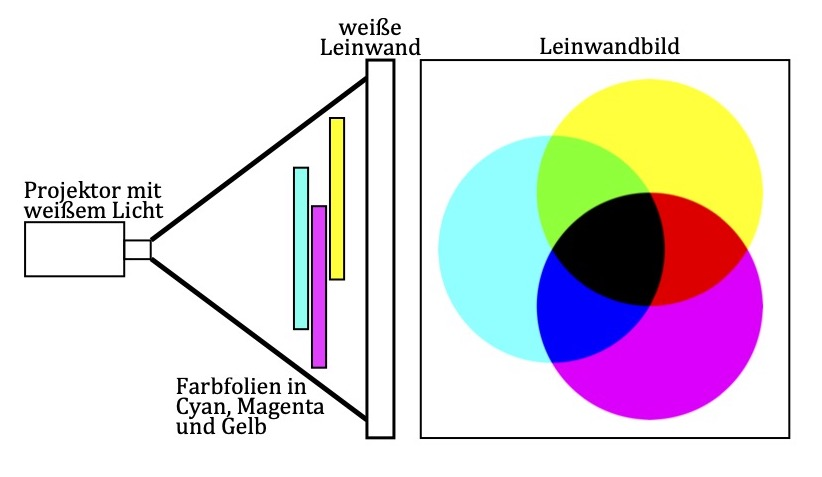
Subtraktive Farbmischung: Bei drei teilweise übereinander gelegten Farbfolien in den Primärfarben Cyan, Magenta und Gelb (CMY), die mit weißem Licht angestrahlt werden, ergibt sich als Mischfarbe Schwarz.

Die Mischung von zwei Primärfarben der subtraktiven Farbmischung ergibt eine Sekundärfarbe, die gleichzeitig eine Primärfarbe der additiven Farbmischung ist. Entsprechendes gilt umgekehrt für die additive Farbmischung. Zum Beispiel ergibt die subtraktive Mischung der Körperfarben Gelb und Blau Grün. Grün ist eine Sekundärfarbe der subtraktiven Farbmischung und zugleich eine Primärfarbe der additiven Farbmischung. Die additive Mischung von Rot und Grün ergibt als Sekundärfarbe Gelb, das gleichzeitig eine Primärfarbe der subtraktiven Farbmischung ist.
Werden alle drei Primärfarben zu gleichen Teilen gemischt, ergeben sich je nach Ausgangsintensität die unbunten Farben Grau, Schwarz oder Weiß. Sind die Farbanteile der drei Primärfarben unterschiedlich groß, ergeben sich reine oder getrübte Farbtöne (Vergrauung).

## Mischung von Blau und Gelb – physikalisch erklärt
Weißes Licht lässt sich vereinfacht darstellen durch die Farben Rot, Gelb, Grün, Cyan und Blau. Trifft weißes Licht auf eine gelbe Folie, absorbiert diese das cyanfarbene und blaue Licht. Das durchgelassene Licht in Rot, Gelb und Grün ergibt den Farbeindruck Gelb. Eine blaue Folie absorbiert Rot und Gelb. Das durchgelassene Licht in Grün, Cyan und Blau ergibt den Farbeindruck Blau.

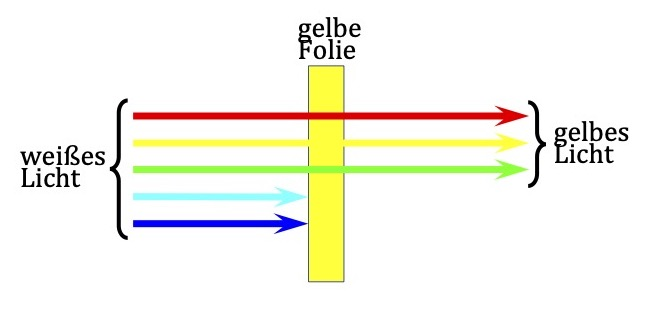
Eine gelbe Folie mit breiter Durchlässigkeit erscheint gelb, da sie Cyan und Blau absorbiert (verschluckt, subtrahiert), Rot, Gelb und Grün durchlässt.

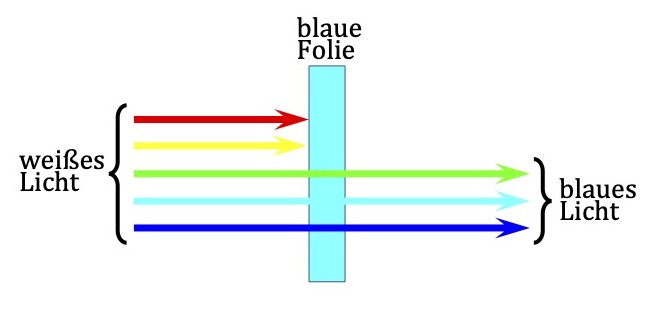
Eine blaue Folie mit breiter Durchlässigkeit erscheint blau, da sie Rot und Gelb absorbiert, Grün, Cyan und Blau durchlässt.

Es entspricht der allgemeinen Erfahrung, dass ein ziemlich dunkles Grün entsteht, wenn man die Malfarben Blau und Gelb mischt. Überraschend erscheint hingegen, dass wir weißes (farbloses) Licht sehen, wenn blaues und gelbes Licht gleichzeitig auf die Netzhaut (Retina) treffen. Bei der subtraktiven Farbmischung legt man beide Folien übereinander. Alle Farben bis auf das Grün werden absorbiert, so dass die Mischung grün erscheint. Bei der additiven Farbmischung werden die von den Folien durchgelassenen Farben übereinander projiziert. Da hier alle Farben zusammentreffen, entsteht die Mischfarbe Weiß.

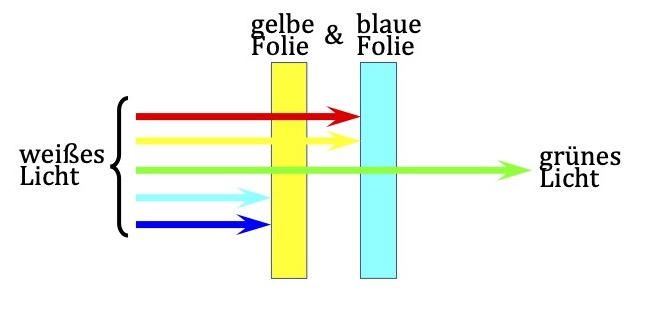
Subtraktive Farbmischung: Legt man eine gelbe und blaue Folie hintereinander, entsteht als Mischfarbe Grün.

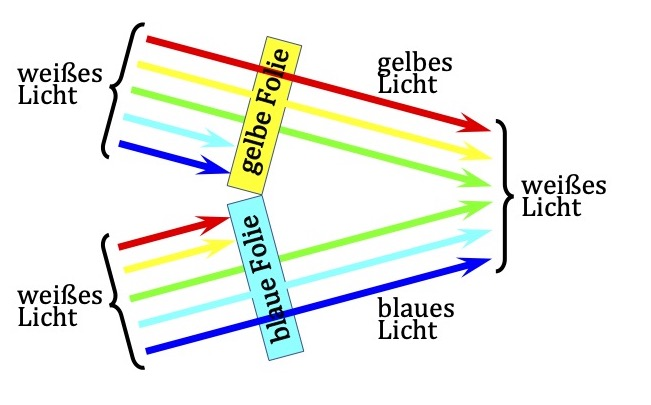
Additive Farbmischung: Projiziert man gelbes und blaues licht übereinander, entsteht weißes Licht.